# Senzomotorická inteligence
Senzomotorická inteligence je období trvající od narození do asi dvou let, dítě prozkoumává a chápe svět pouze díky svým smyslovým vjemům a motorickým dovednostem. Jedná se o první fázi kognitivního vývoje dle Jeana Piageta.
V dané teorii kognitivního vývoje významnou roli zastávají procesy asimilace a akomodace. Piaget předpokládal, že "mechanismus spočívá v asimilaci, tzn. že každý nový spoj je integrován do dřívějšího schématu či struktury. Subjekt se stává citlivým k těmto vnějším podnětům jen do té míry, jak je dovede asimilovat do předem vytvořených struktur. Tyto podněty pak budou uvedené struktury měnit a obohacovat a povedou k novým asimilacím" . Dítě tedy nové informace zahrnuje (asimiluje) do stávajících schémat, které využívá novým způsobem, a na jejichž základě nové zkušenosti interpretuje. Akomodace spočívá v novém uspořádání schémat. Dítě získává nové informace, díky kterým se existující schémata zdají již nedostatečná (neúplnost a nepřesnost), a tudíž je třeba předešlá schémata uzpůsobit novým poznatkům .

## Jean Piaget a jeho metoda
Jean Piaget (9. srpna 1896 – 16. září 1980) se narodil ve Švýcarsku. Za svou kariéru napsal přes 60 knih a několik stovek článků  a je řazen do stovky nejvýznamnějších psychologů 20. století, kde se dokonce řadí na nejpřednější příčky .
Psychologii se začal věnovat až později, nejprve získal doktorát v přírodních vědách. Po krátkém působení ve dvou psychologických laboratořích v Curychu odešel do Paříže na Sorbonnu, kde ho Théodor Simon zaměstnal při standardizaci testů pro pěti- až osmileté děti. "Dával se s dětmi do řeči, kladl jim otázky o okolním světě, pečlivě naslouchal jejich vysvětlením a vybízel je k řešení hlavolamů, které sám vymýšlel a které se všechny staly jádrem jeho celoživotní výzkumné metody" . 
Jean Piaget své poznatky stavěl na výsledcích svého pozorování, kterému věnoval velké množství času. Pozoroval děti, jak si hrají, povídal si s nimi či se jich ptal na různé otázky, a díky těmto aktivitám dokázal objevit "spousty fascinujících, silných jevů, které měl každý před očima, ale jen málokdo byl natolik nadaný, aby je viděl" . Zaměřil se na studium intelektuálního vývoje jeho vlastních dětí Jacqueline, Lucienne a Laurenta . Své děti pozoroval v podstatě každý den, a to i několikrát denně. Jeho pozorování bylo neuvěřitelně detailní, a tudíž si všímal i podrobností. Stejně tak pečlivě a detailně zapisoval podrobný popis pozorovaného chování dětí či různých pokusů s nimi. O jeho důkladnosti svědčí i zaznamenávaný věk dětí, který si značil s přesností na dny .

## Senzomotorická inteligence
Senzomotorická inteligence je prvotní fází kognitivního vývoje dítěte trvající od narození do přibližně dvou let. V rámci tohoto období dochází k prvotnímu rozvoji poznávacích procesů, jenž je založen na vnímání a poznávání okolního světa prostřednictvím vlastních smyslů a motorických dovedností (kontakt s objekty) .
Jelikož dítě ještě nemluví a taktéž si ještě neosvojilo symbolickou funkci, poznání dosahuje díky smyslovým vjemům a pohybům, to znamená, že dítě využívá "senzomotorické koordinace činností bez zásahu představ nebo myšlení." Však i díky těmto činnostem dokáže organizovat skutečnost a vytvářet komplikované soustavy asimilačních schémat, a tím také řešit i některé problémy .
Poznávání a učení dítěte v senzomotorickém období je závislé na manipulaci s objekty, které zrovna poznává a "probíhá na úrovni konkrétního kontaktu s reálným světem, v časovém úseku současnosti" – dítě objekty poznává "tady a teď" .
Dítě tedy zatím není schopno myšlení ani citového života pojícího se na představy, jež by mu "umožňovaly zpřítomnit předměty či osoby za jejich nepřítomnosti". I přesto je tento vývoj velmi rychlý a důležitý pro vývoj pozdější. Dítě si už nyní vytváří určité poznávací struktury, jež jsou později využívány jako základ dalších vjemových a intelektuálních konstrukcí .
Pro dítě v tomto období je také typický jeho egocentrismus, což znamená, že původní svět dítěte je zcela zaměřen na vlastní tělo a vlastní aktivitu. S tím také souvisí přesvědčení, že za původce dění považuje jen svoji vlastní činnost. Během prvních měsíců života se dítě postupně decentralizuje a začíná se řadit jako objekt mezi ostatní objekty světa. Přichází také na to, že příčinou dění mohou být kterékoli další předměty .
Jean Piaget období senzomotorické inteligence rozdělil na šest dílčích substadií.

### 1. substadium - používání reflexů
Piaget se zabýval tím, odkud děti berou jejich první schémata (struktury, která jsou základem myšlení) a uvědomil si, že raná schémata vůbec nemusejí vypadat jako schémata dospělých lidí. To, co si děti přinášejí na svět a umožňuje jim adaptovat se na svět, jsou jejich reflexy, které se už od počátku postupně adaptují na prostředí . Reflexy významné pro budoucnost umožňují 'reflexní cvičení', což znamená zpevňování reflexního chování funkčním cvičením. Příkladem může být například sací reflex novorozence, u něhož je již po několika dnech pozorovatelné jistější sání a efektivnější nacházení prsu .
Právě proto, že se reflexy dětí začnou velmi rychle adaptovat na okolní prostředí, je toto substadium dle Piageta velmi krátké – asi měsíc .

#### Příklady zápisů
Pozorování 1. – Od narození lze pozorovat sací pohyby: spontánní pohyby a špulení rtů doprovázené posuny jazyka, zatímco se paže zapojují divokými a více nebo méně rytmickými gesty a hlava se hýbe laterálně atd. 
Pozorování 3. – Třetí den Laurent dělá nové pokroky v jeho přizpůsobování se prsu. Vše, co potřebuje, aby s otevřenou pusou úspěšně našel, je, že se musí dotknout prsu svými rty. Hledá však jak na špatné straně, tak na straně správné, to znamená na té straně, kde byl proveden kontakt .

### 2. substadium - první zvyky a primární kruhové (cirkulární) reakce
Důsledkem interakce reflexu a prostředí se reflex mění a již není stejný, jako byl, dá se tedy hovořit o akomodaci daného reflexu. Piaget si všiml, že někdy děti schémata zkoušejí jen kvůli požitku z daného úkonu, což naznačuje, že jednání již nejsou čistě reflexivní (např. sání může být pozorováno i bez stimulu). Dále vypozoroval, že děti často zkoušejí aktivovat reflexní schémata jejich stimulací jinými částmi svého těla (např. Dítě náhodně mává ručičkama kolem, dlaně občas plácnou do jeho obličeje a náhodou se dotknou rtů. Dítě pak prsty strčí do úst a začne sát. Pak se snaží koordinovat sací reflex s pohyby ruky, aby dosáhlo stejné akce.) Schémata ztrácí svůj čirý reflexní charakter a začínají být koordinována s ostatními aktivitami těla dítěte. Náhodně se stala nějaká akce, dítěti se to zdá zajímavé, a proto se snaží o zopakování dané akce. Tento druh koordinace mezi existujícími schématy a tělesnou aktivitou vlastního těla dítěte se nazývá primární kruhová reakce .
Toto období je nejběžnější od 1. do 4. měsíce, poté upadá frekvence primárních kruhových reakcí a postupně se začínají objevovat sekundární kruhové reakce .

#### Příklady zápisů
Pozorování 20. – Laurentovi je 0;1(5) s 0;1(6) a pokouší se chytit svůj palec ihned po tom, co se probouzí, ale vleže na zádech se mu to nedaří. Jeho ruce sahají na obličej bez nalezení úst. Ve vertikální poloze však svá ústa nalézá velmi rychle.
Pozorování 42. – V jistých zvláštních případech můžeme pozorovat tendenci opakovat, kruhovými reakcemi, zvuky objevené čirou náhodou. Tudíž Lucienne 0;2(12) po zakašlání několikrát začíná znovu pro zábavu. Laurent vydechává vzduch, který provází neurčitý zvuk. Když je mu 0;2(26) opakuje hlaholení, které obvykle doprovází svou radostí, ale bez smíchu a čistě fonetickým zájmem. Když je Lucienne 0;2(15), využívá svůj hlas v podobných okolnostech atd .

### 3. substadium - sekundární kruhové (cirkulární) reakce
Sekundární kruhové reakce pracují na stejném principu jako primární, ale pozornost je zde zaměřena na vnější objekty, které jsou nyní ohniskem schémat. Děti se již nesnaží 'rekonstruovat' pouze zkušenosti související s jejich tělem, ale do svých schémat zapojují také vnější věci. Dítě často provede nějakou činnost, opět obvykle nejprve náhodně, která má určitý efekt na okolní prostředí, které dítě pozoruje, a pak se snaží zajímavou událost znovu vytvořit. Tyto snahy nejsou omezeny pouze na pozorovatelné efekty, ale mohou se týkat i sluchových schémat . Toto chování souvisí s vynořením koordinace mezi viděním a uchopováním, kdy dítě do rukou bere a pohybuje vším, co má na dohled a v dosahu .

#### Příklady zápisů
Pozorování 94. – Když je Lucienne 0;3(5), třese se svým dětským košem díky silným pohybům jejích nohou, což vede k tomu, že se její panenky začínají houpat. Lucienne se na ně dívá, směje se a začíná znovu. Tyto pohyby jednoduše způsobují radost.
Pozorování 102. – Když je Lucienne 0;4(15) uchopuje rukojeť chrastítka kulatého tvaru. Pohyby rukou vedou k tomu, že chrastítko začíná vytvářet náhlý a silný zvuk. Lucienne hýbe celým tělem, hlavně chodidly, aby hluk nepřestal. Její výraz je směsí strachu a potěšení, ale pokračuje .

### 4. substadium - koordinace sekundárních schémat a jejich aplikace na nové situace
Podle Piageta toto období začíná okolo 8. nebo 9. měsíce a dochází v něm k významnému intelektovému pokroku. V předchozích fázích děti uměly rozvíjet pouze jednotlivá, izolovaná schémata a pouze se pokoušely napodobit akce, které se náhodou staly. V této fázi počínají být pro-aktivní, chovat se tak, aby něčeho dosáhly. Tudíž začínají propojovat dvě či více schémat za účelem provedení plánované akce . Dítě prostředky a cíle koordinuje, což se projevuje v každé neočekávané situaci. Jsou ovšem využívány jen prostředky z již známých asimilačních schémat .
V tomto stadiu se také vynořuje zkoumání objektu, a to tím způsobem, že se dítě pokouší nový objekt zařadit do co nejvíce možných schémat. Dítě dokáže řetězit a využít sérii schémat, aby nové věci lépe porozumělo .

#### Příklady zápisů
Pozorování 124. – Jacqueline je 0;8(8) a snaží se popadnout svoji kačenku, ale já ji popadám ve stejný okamžik jako ona. Pevně hračku drží ve své pravé ruce a svojí levou rukou moji ruku tlačí pryč. Opakuji experiment držením pouze ocásku kačenky: opět tlačí moji ruku pryč. 
Pozorování 128. – Také Laurent od 0;8(7) používá mé ruce jako 'prostředníka' k tomu, abych se navrátil k aktivitám, které jej zajímají. Například se dotýkám své tváře levým prostředníkem, poté bubnuji na své brýle (směje se). Pak dávám své ruce mezi jeho oči a svůj obličej. Dívá se na mé brýle, poté na moje ruce a jemně tlačí mé ruce k mému obličeji .

### 5. substadium - terciární kruhové (cirkulární) reakce
Terciární kruhové reakce jsou v této fázi podobné těm předchozím tím, že jsou znovu a znovu opakovány, ale dítě už je neprovádí za účelem dosažení stejných efektů, ale právě k dosažení pokaždé jiných zajímavých efektů. Je aplikováno staré schéma, ale není využito k tomu, aby dosáhlo stejného výsledku, jež se již objevil – cílem je vytvoření série nových efektů. Také se zdá, že záměrem není se jen něco naučit o objektech, ale také se učit, jak objekty se světem interagují či jaké jsou mezi objekty vztahy. V této fázi je však porozumění objektům stále limitováno tím, co jsou s nimi děti v danou chvíli schopni provést (např. nemohou předem přemýšlet nad tím, co se může stát) .

#### Příklady zápisů
Pozorování 141. – Když je Laurentovi 0;10(11), leží na zádech, nicméně však pokračuje v jeho experimentech z minulého dne. Postupně popadne labuť, krabici atd., natáhne ruku a nechá je spadnout. Jasně mění pozici pádu. Někdy natáhne ruku vertikálně, někdy ji drží šikmo, před či za očima atd. Když objekt spadne na novou pozici (např. jeho polštář), nechá jej pak spadnout ještě několikrát na stejnou pozici, aby prozkoumal prostorový vztah, poté pozmění situace .

### 6. substadium - internalizace schémat
V období internalizace schémat je dítě schopno zvnitřňovat své chování. Pokud se před ním vyskytne nějaký problém, zdá se, že nad ním uvažuje a řešení hledá vnitřními pokusy nebo zvnitřněným jednáním . 
Podle Piageta dochází k internalizaci schémat kolem 18. měsíce. Věřil, že jakmile se jednou schémata stanou mentálně reprezentovaná, jsou schopna další asimilovat nejen rychle, ale i spontánně – skoro automaticky .
K asimilaci schémat vysokou rychlostí dochází, jakmile se senzomotorická schémata dokáží vzájemně koordinovat, a tím tak dochází k danému chování. Dítě je postupně také schopno nápodoby s časovým odstupem a dospívá k základní podobě symbolické hry. Tyto skutečnosti nasvědčují tomu, že se v náznacích začíná objevovat představa, jež však nepřekonává rudimentární úroveň představ šimpanzů .
"Dítě se tak stává schopným najít nové prostředky již nejen vnějším neboli materiálním tápáním, ale zvnitřněnými kombinacemi, které vyúsťují v náhlé porozumění neboli vhled" .

#### Příklady zápisů
Pozorování 180. – Zde začíná experiment, který chceme zdůraznit. Vkládám řetízek zpět do krabičky a otevírám ji na 3 mm. Lucienne neví, jak otevírání a zavírání krabičky od zápalek funguje a neviděla mě, jak tento experiment připravuji. Ovládá pouze dvě předchozí schémata: otáčet krabičku tak, aby z ní obsah vypadl a vložení prstu do škvíry, aby řetízek vytáhla. Tuto poslední proceduru samozřejmě zkouší jako první: strká prst dovnitř a šmátrá po řetízku, ale nejde jí to. Následuje pauza, během které Lucienne vykazuje velice podivuhodné reakce, které svědčí nejen o tom, že se snaží přemýšlet nad situací a přemýšlet nad operacemi, které je nutno provést, ale také o imitaci, která hraje roli ve vzniku reprezentace. Lucienne napodobuje rozšiřování škvíry. Dívá se na škvíru s velkou pozorností: poté otevře a zavře ústa, nejprve mírně, pak šíře a šíře. Lucienne zřejmě pochopila existenci mezi ústní dutinou a škvírou a přála si dutinu zvětšit .